# وحيد في المنزل: سارقو العطلة
وحيد في المنزل: سارقو العطلة (بالإنجليزية: Home Alone: The Holiday Heist)‏ هو فيلم تم إنتاجه في كندا والولايات المتحدة وصدر في سنة 2012.

## بطولة
- جوديل فيرلاند
- مالكولم ماكدويل
- إدي ستيبلز

## وصلات خارجية
- وحيد في المنزل: سارقو العطلة على موقع IMDb (الإنجليزية)
- وحيد في المنزل: سارقو العطلة على موقع روتن توميتوز (الإنجليزية)
- وحيد في المنزل: سارقو العطلة على موقع ألو سيني (الفرنسية)
- وحيد في المنزل: سارقو العطلة على موقع أول موفي (الإنجليزية)
- وحيد في المنزل: سارقو العطلة على موقع فيلمافينيتي (الإسبانية)
- وحيد في المنزل: سارقو العطلة على موقع قاعدة بيانات الفيلم (الإنجليزية)
- وحيد في المنزل: سارقو العطلة على موقع ليتربوكسد (الإنجليزية)
- وحيد في المنزل: سارقو العطلة على موقع كينوبويسك (الروسية)

1. ↑  "معلومات عن وحيد في المنزل: سارقو العطلة على موقع ssl.ofdb.de". ssl.ofdb.de. مؤرشف من الأصل في 2020-07-30.
2. ↑  "معلومات عن وحيد في المنزل: سارقو العطلة على موقع filmaffinity.com". filmaffinity.com. مؤرشف من الأصل في 2018-01-28.
3. ↑  "معلومات عن وحيد في المنزل: سارقو العطلة على موقع moviepilot.de". moviepilot.de. مؤرشف من الأصل في 2016-04-04.